# Parhexapodibius
Parhexapodibius är ett släkte av trögkrypare. Parhexapodibius ingår i familjen Calohypsibiidae.
Kladogram enligt Catalogue of Life:
| Parhexapodibius | \| \| Parhexapodibius bactrianus \| \| \| \| \| \| Parhexapodibius castrii \| \| \| \| \| \| Parhexapodibius lagrecai \| \| \| \| \| \| Parhexapodibius pilatoi \| \| \| \| \| \| Parhexapodibius ramazzottii \| \| \| \| |
|                 | \| \| Parhexapodibius bactrianus \| \| \| \| \| \| Parhexapodibius castrii \| \| \| \| \| \| Parhexapodibius lagrecai \| \| \| \| \| \| Parhexapodibius pilatoi \| \| \| \| \| \| Parhexapodibius ramazzottii \| \| \| \| |
|                 | Calohypsibius |
|                 | |
|                 | Haplohexapodibius |
|                 | |
|                 | Haplomacrobiotus |
|                 | |
|                 | Hexapodibius |
|                 | |
|                 | Parhexapodibius bactrianus |
|                 | |
|                 | Parhexapodibius castrii |
|                 | |
|                 | Parhexapodibius lagrecai |
|                 | |
|                 | Parhexapodibius pilatoi |
|                 | |
|                 | Parhexapodibius ramazzottii |
|                 | |

|  | Parhexapodibius bactrianus  |
|  |                             |
|  | Parhexapodibius castrii     |
|  |                             |
|  | Parhexapodibius lagrecai    |
|  |                             |
|  | Parhexapodibius pilatoi     |
|  |                             |
|  | Parhexapodibius ramazzottii |
|  |                             |